# Lizaczka

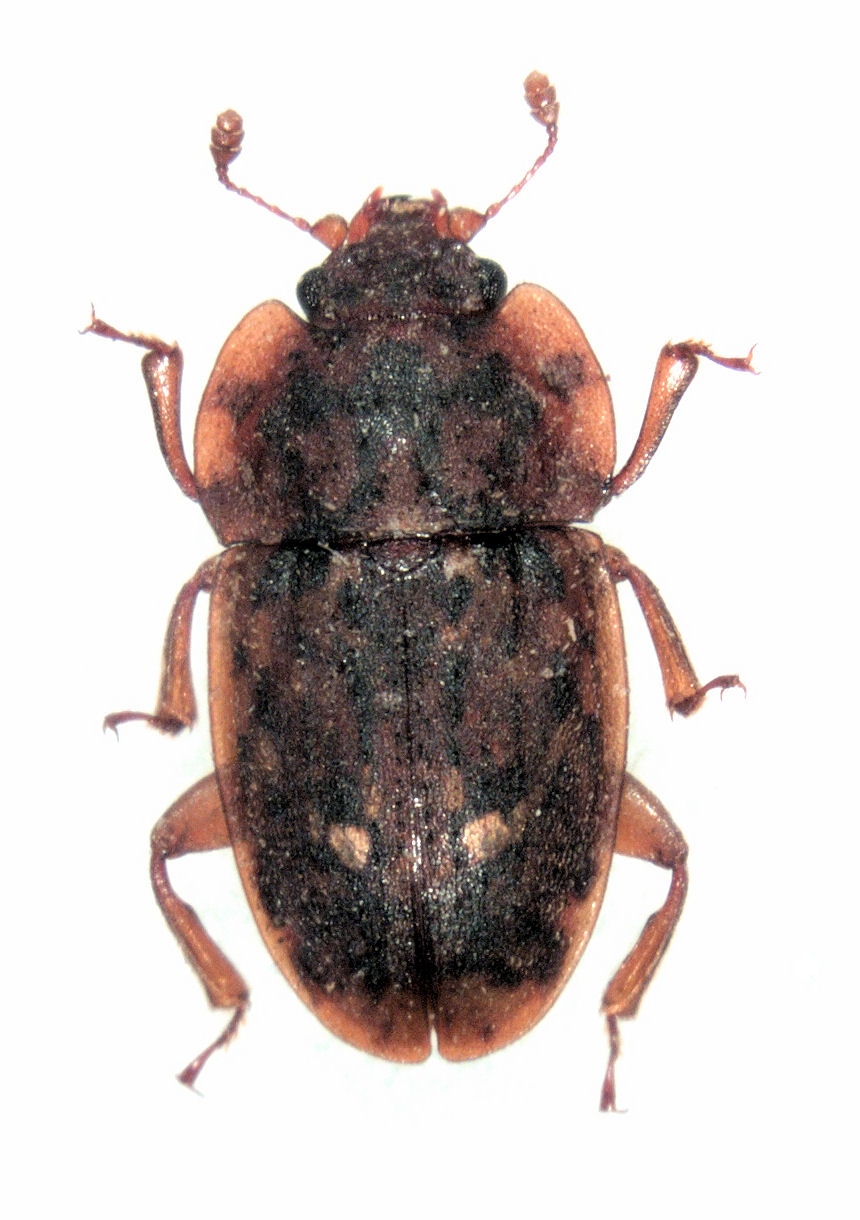
Soronia asperella

Lizaczka (Soronia) – rodzaj chrząszczy z rodziny łyszczynkowatych i podrodziny Nitidulinae. Ma zasięg kosmopolityczny. Obejmuje ponad 40 opisanych gatunków. W zapisie kopalnym znany jest od oligocenu.

## Morfologia
Chrząszcze o ciele w zarysie owalnym do prawie jajowatego. Stopień wysklepienia wierzchu ciała jest lekki do umiarkowanego. Grzbietowa strona ciała ma bezładne punktowanie. Na pokrywach występują niezbyt wyraźne i poprzerywane żeberka podłużne, porośnięte grubymi i hakowato wygiętymi ku tyłowi włoskami czarnymi i białymi. Czułki mają człon pierwszy guzowato nabrzmiały, a trzy człony ostatnie uformowane w niezmodyfikowaną buławkę. Rowki do chowania czułków są wyraźnie widoczne, silnie wgłębione. Przedpiersie ma wyrostek międzybiodrowy na wierzchołku spłaszczony, wyraźnie poszerzony i prosto ścięty. Odnóża przedniej pary mają zewnętrzno-wierzchołkowe kąty goleni zaokrąglone i bardzo drobno powykrawane. Wzdłuż zewnętrznych krawędzi goleni pozostałych par biegnie obrzeżenie z cienkimi szczecinkami. Stopy mają wąskie człony o bardzo słabo wykształconych płatach, niezmodyfikowane pazurki oraz dobrze między nimi widoczne empodia.

## Ekologia i występowanie
Owady saproksyliczne. Larwy rozwijają się w fermentującym soku wyciekającym ze zranionych drzew liściastych. Postacie dorosłe spotyka się w szerszym spektrum siedlisk – oprócz wycieków soku także w grzybach nadrzewnych, pod wilgotną i murszejącą korą, w chodnikach larw trociniarkowatych, a czasem na fermentujących owocach oraz w pryzmach gnijących szczątków roślinnych, zwłaszcza buraków cukrowych i brukwi.
Zasięg rodzaju jest kosmopolityczny. Najliczniej reprezentowany jest w krainie australijskiej, gdzie znany jest nie tylko z Australii, ale też Nowej Zelandii i Nowej Kaledonii. W krainie palearktycznej występuje 9 gatunków lizaczek, z czego dwa, S. grisea i S. punctatissima, stwierdzono w Polsce.

## Taksonomia
Takson ten wprowadzony został w 1843 roku przez Wilhelma Ferdinanda Erichsona. W 1943 roku Carl T. Parsons dokonał formalnego wyznaczenia Nitidula punctatissima gatunkiem typowym rodzaju. W obrębie plemienia Nitidulini rodzaj ten tworzy zdefiniowany w 1988 roku przez Aleksandra Kirejczuka kompleks rodzajów, w którego skład wchodzą również Amphotis, Annachramus, Hisparonia, Lobiopa, Omosiphila, Macleayania, Ornosia, Pleoronia, Sebastianella, Stenoronia oraz Temnoracta.
Do rodzaju tego należy ponad 40 opisanych gatunków, w tym:

- Soronia alluaudi Grouvelle, 1896
- Soronia borbonica Grouvelle, 1899
- Soronia braeti Grouvelle, 1894
- Soronia congoensis Lechanteur, 1959
- Soronia dorrigoi Kirejtshuk, 2004
- Soronia elongata Cameron, 1903
- Soronia fracta Reitter, 1884
- Soronia glabra Kirejtshuk, 2004
- Soronia grisea (Linnaeus, 1758)
- Soronia guttulata (LeConte, 1863)
- Soronia hystrix Sharp, 1876
- Soronia imperialis Grouvelle, 1903
- Soronia laevigata Kirejtshuk, 1984
- Soronia lewisi Reitter, 1884
- Soronia lichenaea Fauvel, 1866
- Soronia madagascarensis Kirejtshuk, 2004
- Soronia marmorata Erichson, 1843
- Soronia merkli Kirejtshuk, 2005
- Soronia micans  Broun, 1893
- Soronia minima Grouvelle, 1903
- Soronia minuta Grouvelle, 1896
- Soronia morosa Broun, 1893
- Soronia oblonga C.Brisout de Barneville, 1863
- Soronia oculata Reitter, 1880
- Soronia optata Sharp, 1878
- Soronia peltoidea Kirejtshuk, 1990
- Soronia punctatissima (Illiger, 1794)
- Soronia rectangula Reitter, 1875
- Soronia shibatai Hisamatsu & Hisamatsu, 2008
- Soronia substriata Hamilton, 1893
- Soronia superba Reitter, 1873
- Soronia tessellata Péringuey, 1888